# Francisco António Pires Barata
Francisco António Pires Barata war ein portugiesischer Offizier und Kolonialverwalter.

## Wirken
1942 war Barata als Hauptmann auf der Azoreninsel São Miguel stationiert.
Ende September 1953 traf Oberstleutnant Barata in der portugiesischen Kolonie São Tomé und Príncipe als neuer Gouverneur ein. Das Amt hatte er bis zum 15. August 1954 inne. Die Beförderung zum Oberst folgte kurz darauf.
1957 war Barata zeitweise Kommandant des Regimento de Engenharia nº1.
Am 3. Februar 1963 übernahm Barata, inzwischen im Rang eines Brigadegenerals, als von der Regierung beauftragter (portugiesisch encarregado do governo) Gouverneur die Amtsgeschäfte von Major Filipe José Freire Temudo Barata, dem scheidenden Gouverneur von Portugiesisch-Timor. Noch im selben Jahr traf José Alberty Correia, der eigentliche neue Amtsinhaber, in Dili ein und trat seinen Posten an.
1967 übernahm Brigadegeneral Barata schließlich das Kommando der Militärzone Madeira. Hier blieb er bis 1968.

## Auszeichnungen
Barata erhielt am 9. Juni 1940 den Ritterorden von Avis. Am 9. Juni 1945 wurde er mit der höheren Klasse des Offiziers desselben Ordens geehrt. Am 20. Oktober 1951 folgte die Klasse des Kommandeurs und am 17. März 1960 schließlich die Klasse des Großoffiziers.